# Knoxville (Illinois)
Knoxville é uma cidade localizada no estado americano de Illinois, no Condado de Knox.

## Demografia
Segundo o censo americano de 2000, a sua população era de 3183 habitantes.
Em 2006, foi estimada uma população de 2991, um decréscimo de 192 (-6.0%).

## Geografia
De acordo com o United States Census Bureau tem uma área de
5,7 km², dos quais 5,7 km² cobertos por terra e 0,0 km² cobertos por água. Knoxville localiza-se a aproximadamente 281 m acima do nível do mar.

## Localidades na vizinhança
O diagrama seguinte representa as localidades num raio de 16 km ao redor de Knoxville.